# Tom Blomqvist
Pour les articles homonymes, voir Blomqvist.
Tom Blomqvist, né le 30 novembre 1993 à Cambridge (Angleterre), est un pilote automobile britannico-suédois. Il est le fils de l'ancien pilote de rallye Stig Blomqvist. Il court avec une licence britannique à partir du mois d'août 2010.

## Carrière
Blomqvist commence sa carrière par le karting en 2003.
Il commence la monoplace en 2009, en participant à la Formule Renault 2.0 suédoise, il finit 3e du championnat. 
Il participe ensuite à de nombreux championnats dans cette catégorie avant de se concentrer en 2010 sur le championnat britannique de Formule Renault 2.0, qu'il gagne, devenant le plus jeune champion de Formule Renault à l'âge de 16 ans seulement.
En 2012, il est intégré à la filière des jeunes pilotes de McLaren, il participe au Championnat d'Europe de Formule 3 2012. Il est ensuite membre du Red Bull Junior Team en 2013. En 2014, il termine vice-champion d'Europe de Formule 3 derrière Esteban Ocon et devant Max Verstappen. 
Il participe au Deutsche Tourenwagen Masters (DTM) en 2015 avec BMW. Malgré des premières courses pas toujours faciles, Tom Blomqvist remporte sa première victoire en DTM dès sa première saison, lors de la deuxième course à la Motorsport Arena Oschersleben.

## Vie privée
Bien qu'étant de nationalité suédoise, tout comme son père Stig, champion du monde des rallyes 1984, il a vécu longtemps en Angleterre et court avec une licence de pilote britannique depuis 2010.